# روبرت مورفي مايو
روبرت مورفي مايو (بالإنجليزية: Robert Murphy Mayo)‏ (و. 1836 – 1896 م) هو سياسي، ومحام من الولايات المتحدة الأمريكية .